# Louis Adolphe Bonard
Pour les articles homonymes, voir Bonard.
Louis Adolphe Bonard, né le 27 mars 1805 à Cherbourg et décédé le 31 mars 1867 à Vanves, était un amiral et administrateur colonial français.

## Biographie
Fils d'un directeur des constructions navales, il est admis à l'École polytechnique en 1825, puis passe élève de la marine en novembre 1826. À la suite d'un naufrage sur la côte d'Afrique, il reste prisonnier des Barbaresques de mai 1830 jusqu'à la prise d'Alger. Navigant en Méditerranée et au Levant, il est promu lieutenant de frégate en octobre 1830 puis lieutenant de vaisseau en 1835. Il officie comme directeur du port d'Oran de mai 1835 à mars 1836. Il passe capitaine de frégate en 1842.
Il reste longtemps en Océanie, comme représentant de la France, de 1842 à 1847, puis de 1849 à 1852 sur l'île de Tahiti à l'époque de la reine Pomaré. Il est nommé capitaine de vaisseau en 1847, et occupe les fonctions de gouverneur de la Guyane française en 1854-1855. Il est nommé contre-amiral en juin 1855. De 1858 à 1861, il est commandant en chef des deux divisions navales des côtes occidentales d'Amérique et de l'Océanie à bord de l'Andromède. Il est promu vice-amiral le 25 juin 1862. Henri Rieunier (1833-1918) fut son aide de camp et son directeur des affaires indigènes.
Nommé commandant en chef et premier gouverneur-amiral de la colonie de Cochinchine par l'empereur Napoléon III, l'amiral Bonard exerce cette fonction du 30 novembre 1861 au 16 octobre 1863. Durant ce mandat, il conclut le traité de Saïgon, contracté le 5 juin 1862 entre la France et l'Espagne d'une part, et l'empire d'Annam de l'autre. Ce traité fut ratifié à Hué entre lui et l'empereur Tự Đức le 16 avril 1863.
À son retour en métropole, il occupe durant quelques mois le poste de préfet maritime de Rochefort avant d'être nommé membre du Conseil d'amirauté en 1864.
Décoré de la Légion d'honneur en 1836, il est ensuite élevé successivement aux grades d'officier en 1844, puis de commandeur en 1854, et enfin de grand-officier en 1864.
Il est inhumé à Amiens.